# حروب فلسطين
| النزاع                                       | الفلسطينيين وحلفائهم | الخصوم                             | النتيجة |
| -------------------------------------------- | --- | ---------------------------------- | --- |
| الثورة الفلسطينية الكبرى (1936–1939)         | الفلسطينيين · متطوعين عرب | المملكة المتحدة · الوكالة اليهودية | هزيمة |
| الحرب العربية الإسرائيلية الأولى (1948–1949) | الفلسطينيين · مصر · العراق · الأردن · سوريا · لبنان · السعودية · جيش الجهاد المقدس · جيش الإنقاذ العربي                                                                          | إسرائيل                            | هزيمة - توقّف الهجوم العربي، فشل التعبئة العسكرية والاستراتيجية العربية. - هدنة 1949؛ إسرائيل تستولي على الأراضي المخصصة لها بموحب قرار تقسيم فلسطين إضافة إلى استيلائها على 50% من الأرض المخصصة للدولة العربية الفلسطينية. - ضم الضفة الغربية من قبل الأردن وإدارة قطاع غزة من قبل مصر. - إنشاء إسرائيل. - عدم إنشاء دولة عربية في فلسطين. - تشريد أكثر من 800,000 فلسطيني. |
| ثورة الفدائيين الفلسطينيين (1949–1956)       | الفلسطينيين | إسرائيل                            | |
| أيلول الأسود (1970–71)                       | منظمة التحرير الفلسطينية · سوريا | الأردن                             | هزيمة - نفي منظمة التحرير الفلسطينية إلى لبنان |
| حرب لبنان 1982                               | منظمة التحرير الفلسطينية · سوريا · حزب الله | إسرائيل                            | هزيمة |
| الانتفاضة الأولى (1987–1993)                 | الفلسطينيين | إسرائيل                            | |
| الانتفاضة الثانية (2000–2005)                | الفلسطينيين · العراق | إسرائيل                            | |
| حرب غزة (2008–2009)                          | قطاع غزة - حركة حماس - الجبهة الشعبية لتحرير فلسطين - حركة الجهاد الإسلامي - حركة فتح                                                                                            | إسرائيل                            | هزيمة |
| حرب غزة (2012)                               | قطاع غزة - حركة حماس - حركة الجهاد الإسلامي - الجبهة الشعبية لتحرير فلسطين – القيادة العامة - الجبهة الشعبية لتحرير فلسطين - لجان المقاومة الشعبية - كتائب شهداء الأقصى          | إسرائيل                            | وقف إطلاق النار، ادعاء النصر من قبل كلا الطرفين |
| حرب غزة (2014)                               | قطاع غزة - حركة حماس - حركة الجهاد الإسلامي - الجبهة الديمقراطية لتحرير فلسطين - الجبهة الشعبية لتحرير فلسطين - لجان المقاومة الشعبية - كتائب شهداء الأقصى - كتائب عبد الله عزام | إسرائيل                            | وقف إطلاق النار، ادعاء النصر من قبل كلا الطرفين |

## الثورة الفلسطينية
أحمد عاهد زيدان
مقابل تسديد ديون مستحقة على الدولة إلا أن الامر ادي الي اندلاع عدة انتفاضات شعبية بسيطة من قبل الاهالي البسطاء ورغم قسوة الجيش العثماني في قمع هذا الشعب الا انه استطاع وعلى مدار مئات السنيين إفشال عدة مشاريع مماثلة.
في ثمانينيات القرن التاسع عشر بدأ اليهود الغربيين يتبنون نظريات جديدة في استعمار الأراضي الفلسطينية تقوم على فكرة استبدال محاولات السيطرة المدنية أو السلمية بالسيطرة المسلحة وقد كان من أكبر المتبنين لهذه النظرية الحركة الصهيونية العالمية التي قالت ان اليوم الذي نبني فيه كتيبة يهودية واحدة هو اليوم الذي ستقوم فيه دولتنا.

### الكفاح المسلح
الذي تمثل في انهار الشهداء التي قدمها هذا الشعب في غفلة من أمته عنة في سبيل تحقيق ذاته التي يؤمن بها والتي تتلخص في مصطلح الحرب أو الحروب الفلسطينية.
وقد سميت هذه الحرب الطويلة باسم «الحروب الفلسطينية» لسببين:
الأول: أن الطرف الأول وهو المستهدف فيها هو الطرف الفلسطيني.
الثاني: أن الطرف الثاني وهو المعتدي متلون فمرة هو الاحتلال الأجنبي ومرة هو الحركة الصهيونية ومرة هو دولة الطوارئ الإسرائيلية ومرة هو عملائهم جميعا.
الحروب الفلسطينية هو مصطلح حديث أطلق لمساعدة الدارسين للتاريخ العالمي المعاصر على دراسة تاريخ المنطقة السياسي ويقصد به إجمال ما كافح في مواجهته الشعب الفلسطيني من حروب في سبيل تحرير ارضة والحصول على الاستقلال منذ عام 1880 م وحتي الآن. وتدور أحداث هذه الحروب بين الطرف الفلسطيني الذي هو دائما عبارة عن مقاومة شعبية تتحول الي عمل سياسي وعسكري منظم أحيانا وشعبي عفوي أحيانا اخري في مواجهة الحركة الصهيونية العالمية ومشاريعها في فلسطين.
الهدف الذي أعلنه الطرف المعتدي وهو الحركة الصهيونية يتكون من:
1. بناء كيان ذو طبيعة يهودية على كامل ارض إسرائيل

الهدف الذي أعلنه الطرف الفلسطيني يتكون من شقين:
1. مواجهة مشروع التهويد والإلغاء الذي أعلنه الطرف الإسرائيلي بهدف تثبت الهوية الفلسطينية مرحليا وصولا إلي رفع المعاناة الإنسانية عن الشعب الفلسطيني وقيام الدولة الفلسطينية المستقلة وعاصمتها القدس الشريف مع الحفاظ طوال الوقت على استقلالية القرار الفلسطيني.
2. مواجهة مشاريع العدو التوسعية وصولا إلي نصرة الأمة في أماكن المواجهة وتحقيق الوحدة على أمجاد التحرير لتعلن بها فلسطين عاصمة للأمة العربية والإسلامية ومركز قرارها كما كانت قبل قيام دولة الطوارئ الإسرائيلية.

يكون الطرفين في مواجهة مباشرة وعلى انفراد أحيانا أو بمشاركة اطراف إقليمية ودولية أحيانا اخرى. وتجري هذه الحروب على الأرض الفلسطينية أحيانا كما يمكن ان تجري على اراضي عربية.

## مقاومة فلسطينية – حركة صهيونية

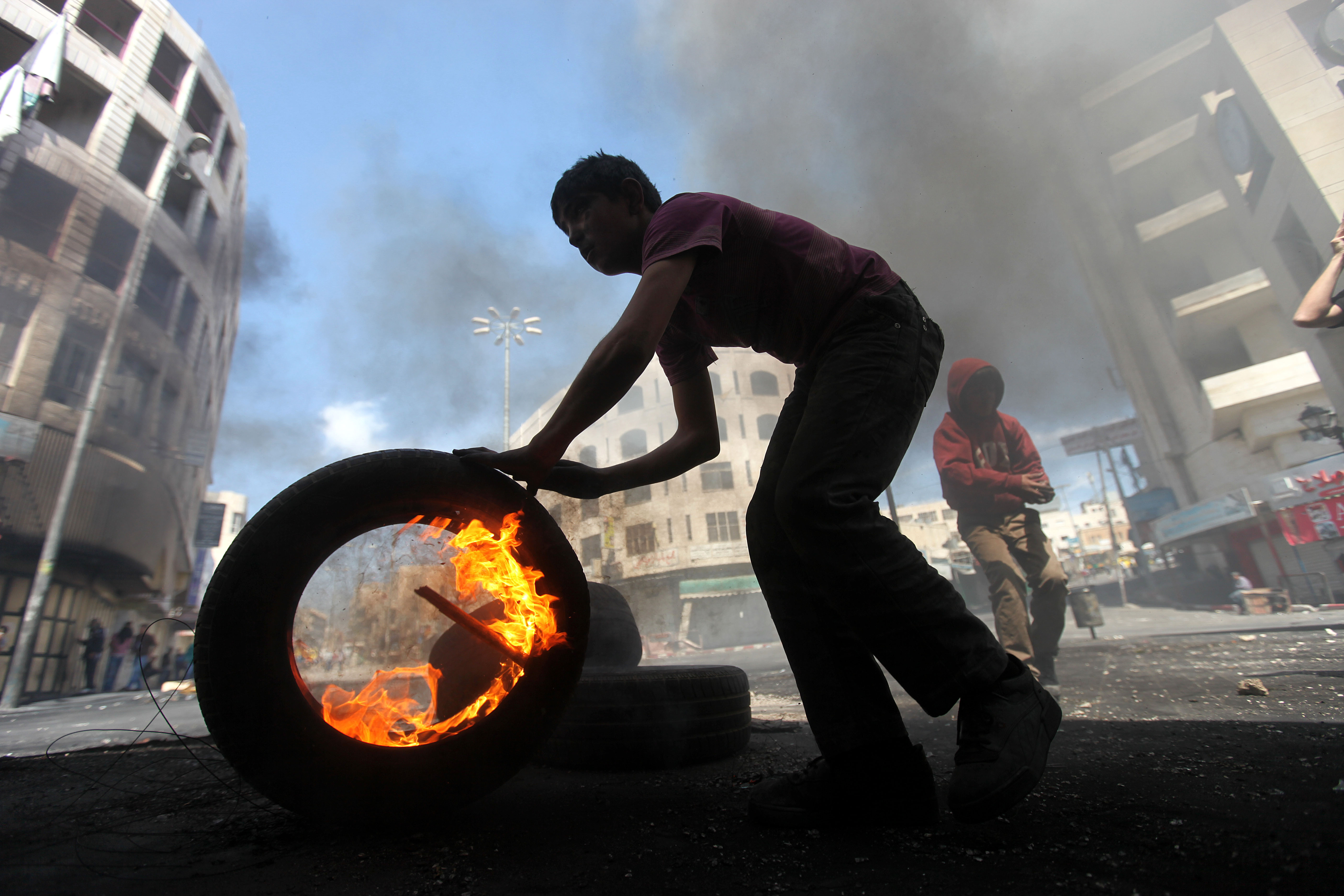
مواجهات في مدينة الخليل

إلا أن القاسم المشترك بينها جميعا ان الطرف الذي يشن الحرب يستهدف بشكل مباشر القضاء على الطرف الآخر.
وقد استمدت هذه الحروب أهميتها التاريخية من عدة نقاط أهمها:
1. أنها تمثل مجمل الحروب الأساسية المكونة للقضية الفلسطينية (والتي بدورها هي الأساس في الصراع العربي الإسرائيلي) وبالتالي فإنها تمتد على فترة زمنية تزيد عن قرن.
2. أن هذه الحروب هي الأكثر عددا والأكثر تدميرا.

## نتائج هذه الحرب
قيام دولة الطوارئ الإسرائيلية من اليهود المهاجرين على انقاض أكبر وأطول كارثة إنسانية في التاريخ المعاصر نتجت عن منع اللاجئين الفلسطينيين في دول الجوار من العودة الي أرضهم بعد انتهاء المعارك الكبري في الأراضي الفلسطينية والتي ترسخت من خلال اتفاقية هدنة الابعاد عام 1949 م ولا زالت اثارها مستمرة حتي اليوم بعد بلوغ أربعة اجيال من اللاجئين في المهجر.

## مراحل الحروب
وتنقسم هذه الحروب الي مرحلتين:
الأول: هي الحروب الصغري (ما بين عامي 1880 م – 1949 م).
الثاني: هي الحروب الكبري (ما بين عامي 1949 م – وحتى الآن).

=== الحروب الفلسطينية الصغرى

نص اقتباس

 ===
1. ثورة الاستقلال الأولي عام 1920 م.
2. ثورة لاستقلال الثانية عام 1921 م.
3. ثورة البراق عام 1929 م.
4. الثورة الفلسطينية الكبري عام 1936 م.

الحروب الصغرى وهي الثورات العسكرية التي قام بها الشعب الفلسطيني أثناء الفترة الممتدة بين 1880- 1949 م وبالاخص الفترة العسكرية البريطانية وكان للحركة الصهيونية هدف من ورائها هو اقامة ماسموه الدولة اليهودية حيث لم يتفق على تسميتها بإسرائيل إلا قبل أيام من إعلانها اما الفلسطينيين فكان لهم هدفين:
1. منع قيام الدولة اليهودية – ورغم أن هذة الحروب لم تنجح في منع قيام الدولة اليهودية الا انها نجحة في تعطيل قيام هذه الدولة مدة لا تقل عن عشرين سنة بعد أن احبطت هذه الثورات إعلان الدولة اليهودية عدة مرات، كما كان من نجاحاتها انها ادمت المهاجرين اليهود بالكثير من الخسائر المادية عقب كل مذبحة كانوا يقومون بها مما جعل الحركة الصهيونية في مأزق تاريخي بعد أن اثبتت عجزها عن إبادة الفلسطينيين بأعداد كافية، الامر الذي جعل الحركة الصهيونية تتبني النظرية التي تبناها(بن غوريون) عام 1939 م في المؤتمر الصهيوني حيث دعي فيه الي استبدال نظرية الإبادة بنظرية التهجير وذلك عبر الاستفادة من الدول العربية.
2. المطالبة بالاستقلال عن بريطانيا -وهو الامر الذي نجحت فيه المقاومة باجلاء القوات البريطانية عن الأراضي الفلسطينية إلا أن الفرحة لم تكتمل لان إسرائيل اعلنت في اليوم التالي وقرر على اثرها العرب الدخول رغم رفض الطرف الفلسطيني لذلك حيث كان الطرف الفلسطيني المتمرس على حرب العصابات يراهن على فشل المشروع الإسرائيلي في مهدة إلا أن جميع الدول العربية تدخلت بتوجيهات مباشرة من بريطانيا وتحت قيادة القائد العسكري البريطاني كلب باشا وكان أول مطلب للجيوش العربية تطلبة من افلسطينيين هو نزع السلاح بذريعة ان هذا يؤدي الى التشويش على الخطة ومن هنا بدأت مرحلة الحروب الكبري.

### أعلام هذه المرحلة
- محمد أمين الحسيني – مفتي القدس ورئيس اللجنة العربية العليا والذي أعلن أول دولة فلسطينية عام 1949 م تحت اسم دولة عموم فلسطين.
- عز الدين القسام – أحد قادة المجاهدين المؤسسين من اصل سوري استشهد على يد البريطانيين.
- عبد القادر الحسيني – أحد أشهر قادة المقاومة جاهد في عدة اقطار عربية وهو من القادة المؤسسين استشهد على يد الصهاينة في معركة القسطل التي انتهت بصد الهجوم الإسرائيلي على القدس عام 1948 م.
- وشهداء ثورة البراق الثلاثة التي تم تطبيق حكم الإعدام بحقهم في 17/6/1930 م: عطا الزير – محمد جمجوم – فؤاد حجازي.
- الاستشهادي سرور برهم أول استشهادي فلسطيني / حسب بعض الدراسات التاريخية المعاصرة.

كما يوجد اعلام تحت مظلة وهم ما زالوا في الكفاح

## الحروب الفلسطينية الكبرى
1-	حرب التقسيم 1948 م (نكبة حرب التقسيم واتفاقية هدنة الابعاد 1949 م).
2-	هزيمة 1967 م.
3-	حرب 1973 م.
4-	حرب 1982 م (امجاد بيروت).
5-	انتفاضة الحجارة 1986.
6-	انتفاضة الاقصى 2000 م.

### حرب التقسيم عام 1948 م
انتهت بتقاسم عربي إسرائيلي للاراضي الفلسطينية بعد أن ادعوا انهم داخلون الحرب لتحرير فلسطين وكان أول مطلب لجيوشهم هو نزع سلاح المقاومة بحجة ان هذا يؤثر على خطة التحرير فانكشفت الخطة بعد خروج اللاجئين من ديارهم ليصبحوا أول اللاجئين في التاريخ يحرمون من العودة الي ديارهم بعد انتهاء المعارك وترسخ ذلك بتوقيع اتفاقية هدنة الابعاد عام 1949 م التي تم تجاه الطرف الفلسطيني فيها وترسيخ مبدأ الابعاد حيث كان يفترض ان تتدرج قضية العودة للاجئين ضمن المباحثات ولكن باستبعاد جميع الدول العربية للطرف الفلسطيني من المفاوضات تحولت القضية الفلسطينية لأول مرة في التاريخ الي قضية ابعاد بدلا عن كونها قضية لاجئين عادية كالتي تحدث في حالات الحروب.

### حرب عام 1967 م
انتهت بهزيمة عربية مدوية اضاعت ما تبقي من فلسطين (الضفة الغربية وغزة وهي الأراضي المقدسة الكبرى في فلسطين) وكذلك سيناء التي تعادل مساحتها أكثر من ضعف مساحة فلسطين والجولان واجزاء من الأردن ولبنان حيث كان من المفارقات التاريخية سقوط الأراضي العربية والفلسطينية في يد الجيش الصهيوني خلال 6 ساعات مع خسائر لم تتجاوز 18 قتيل بينما صمد بضع عشرات من الفدائيين وقوات منظمة التحرير في غزة في منطقة المنطار لمدة ستة أيام وكانت خسائر الجيش الإسرائيلي أكثر من 22 قتيل ولولا صمود غزة لسميت الحرب بدلا من حرب الايام الستة بحرب الساعات الستة، وترتب على هذه الحرب أيضا خسائر بشرية كبيرة خصوصا في صفوف الجيش المصري الذي خسر كل خسائرة تقريبا في عمليات التصفية التي قامت بها القوات الصهيونية في حق الاسري المنسحبين.

### حرب 1973 م
انتهت هذه الحرب بعبور مصري لقناة السويس وتطيم جدار برليف وكذلك عبور قوات ضخمة من الجيش السوري الي اجزاء واسعة من الجولان ادت الي تدمير أكثر من 90% من القوات الصهيونية في الجولان كما نجحت منظمة التحرير الفلسطينية في تشغيل الجبهة اللبنانية وكذلك تنفيذ عدد كبير من العمليات الفدائية داخل الأراضي المحتلة في حق كبري المنشأت العسكري والمصانع الإسرائيلية (وهو ما تنكر له البعض تحت مسمي ان مشاركة المنظمة في الحرب كانت رمزية).

### حرب 1982 م
وهي الحلقة الابرز في سلسلسة معارك بطولية للقوات الفلسطينية والوطنيين اللبنانين يطلق عليها اصطلاحا (امجاد بيروت أو أيام بيروت) حيث شملت هذه الحروب:
- 1974 م: الحملة الإسرائيلية ألكبرى الأولي ضد المخيمات الفلسطينية في لبنان.
- 1976 م: الحملة الإسرائيلية الكبرى الثانية ضد المخيمات الفلسطنينة في لبنان.
- 1981 م: المحاولة الأولي لاجتياح الأراضي اللبنانية / اسفر عن صمود تاريخي للقوات الفلسطينية والوطنيين اللبنانيين طلبت على اثرة إسرائيل رسميا وقف إطلاق النار.
- 1982 م المحاولة الثانية لاجتياح الأراضي اللبنانية / اسفرت عن محاصرة القوات الفلسطينية في بيروت من قبل القوات الإسرائيلية حيث بلغ تعداد القوات الإسرائيلية أكثر من 70 الف مدججين باحدث اأسلحة في العالم تحت فيادة وزير الدفاع الإسرائيلي آنذاك آريل شارون بينما في الجانب الفلسطيني لم يتجاوز العدد 6 آلاف مقاتل فلسطيني ولبناني تحت قيادة ياسر عرفات يقاتلون بما تيسر من السلاح ورغم الفارق فان منظمة التحرير صمدة مدة 88 يوم وهي أطول مواجهة عسكرية نظامية متصلة يخوضها الجيش الإسرائيلي في تاريخة حتي الآن وانتهت المواجهة بانسحاب منظمة التحرير الفلسطينية ضمن اتفاقية مع إسرائيل الي تونس، ولم يلبث الفسطينيون أن ينسحبوا حتى قامت مليشيات الكتائب اللبنانية بغطاء من القوات الإسرائيلية بقيادة شارون بارتكاب مذبحة في حق 3000 فلسطيني ولبناني من سكان مخيم صبرا وشاتيلا. وذلك فيما يراه البعض تسترا على فشله بعد أن كان هدفة تدمير منظمة التحرير والمجئ بقائدها عرفات اسيرا.
- حرب المخيمات (1984 -1986) : وفيها تولت أطراف لبنانية وإقليمية نيابة عن ارائيل وبسب تعهدات دولية سرية تصفية السلاح الفلسطيني من لبنان / ولكن الخطة لم تنجح الا جزئيا في بعض مخيمات الشمال في حين بقيت القوات الفلسطينية في أغلب مواقعها رغم جرائم الحرب التي ارتكبت من قبل احزاب وجيوش عربية في حق الفلسطينيين.

### انتفاضة الحجارة 1987 م
وهي انتفاضة قام بها سكان الأراضي الفلسطينية في الضفة الغربية وقطاع غزة حيث لم يكن يتجاوز تعداد المواطنين الفلسطينيين فيها حينها 1.5 مليون نسمة (وهو يعادل سكان قطاع وحدة عام 2000 م) وعندما سئل الشهيد أبوجهاد خليل الوزير عن السلاح الذي سيستخدم قال ان لم نملك السلاح فبالحجر وسوف يري العالم انتفاضة لم يسبق لها مثيل في التاريخ، وكان ذلك حيث واجهها الإسرائيليون بنظرية تكسير العظام حيث كسر عظام آلاف الشباب بالحجارة والعى على مرئي ومسمع من العالم كله.
شهدت هذه الانتفاضة انطلاقة أحد أهم الفصائل الفلسطينية من أبناء فلسطين الجيل الثالث بعد نكبة حرب التقسيم وهي حماس.
كان من نتائج هذه الانتفاضة انهاك إسرائيل اقتصاديا وعسكريا والتسبب بحرج عالمي اضر بعلاقاتها السياسية مما اضطر إسرائيلي للقبول بالتفاوض مع منظمة التحرير والتي كانت بدورها بحاجة ماسة لاي ذريعة من اجل العودة الي الأراضي الفلسطينية والتخلص من الضغوط الاقتصادية والسياسية والعجز العسكري الذي أصبحت فيه بسبب بعدها عن الوطن وقطع أغلب ادول العربية لمصادر تمويلها.

### انتفاضة الاقصي 2000 م
وهي أطول انتفاضة شعبية متصلة عرفها التاريخ المعاصر حيث امتد عمرها حتي الآن الي سبع سنوات تقريبا وكان سبب انطلاقه الأساسي الرد على تبجح وتطاول المعون شارون بعد دخولها الي المسجد الاقصي.

### نتائج الانتفاضة
1. الحقت أكبر ضرر تاريخي بالاقتصاد الإسرائيلي حيث تعددت خسائر إسرائيل فيها كل ما خسرتة في كل حروبها.
2. تطوير وسائل المقاومة الفلسطينية وظهور وسائل لم تستخدم من قبل في الحروب على الأرض الفلسطينية رغم الحصار (مثل الصواريخ المصنعة محليا في بيئة لا تسمح بذلك، والانفاق التي كانت السبب الأول في تحرير قطاعم غزة).
3. تحرير قطاع غزة.
4. افتضاح صورة إسرائيل العالمية حيث كثير من المسؤولين الإسرائيليين يضطرون الى الفرار أو عدم زيارة دول صديقة لهم مثل بريطانيا وبلجيكا وغيرها بسب وجود دعاوى جرائم حرب ضدهم في المحاكم.
5. تنامي قوة الفصائل الفلسطينية وظهور فصائل جديدة على الساحة الفلسطينية من كوكبة فصائل الجيل الرابع بعد نكبة حرب التقسيم.
6. خسارة إسرائيل لأول دبابة ميركافا بعبوة ناسفة لأول مرة في تاريخها وذلك قطاع غزة مما ادي الي خسارة إسرائيل لعدة صفقات سلاح عالمية خصوصا مع تركيا.
7. حصول خصومة وانشقاق سياسي على المستوي الفلسطيني كان بديل طبيعي لإمكانية نشوب حرب اهلية في قطاع غزة.
8. وقوع غزة تحت الحصار حتي الآن وسط استغلال المتخاذلين لقضية الانقسام الداخلي الفلسطيني لعدم فك الحصار.

### أهم محطات الانتفاضة
1. دخول شارون الي المسجد الاقصي 2000 م.
2. بدأ مواجهات مسلحة من قبل الشبان الفلسطينيين وانضمام الأمن الفلسطيني لهم بأمر من ياسر عرفات وبدأ العمليات العسكرية للفصائل.
3. تشكيل ياسر عرفات لكتائب شهداء الاقصي سرا وبأموال المساعدات الدولية حيث اتهم بالفساد في حين تم تجاهل الفساد الحقيق في قضية تمويل الجدار الفاصل بالاسمنت المدعوم.
4. بدأ عدوان عسكري إسرائيلي كبير بهدف اجتياح الأراضي الخاضعة للسلطة.
5. حصار ياسر عرفات في مقر المقاطعة.
6. مذبحة جنين بعد صمود أسطوري للمجاهدين فيها لمدة 27 يوم لم يدخل الإسرائيلي الي المخيم خلالها الا بعد أن فرغة الذخائر.
7. حصار كنيسة المهد.
8. اجتياح مجمل اراضي القطاع باستثناء مدينة غزة المركز حيث عجز الجيش الصهيوني رغم محاولاتة دخولها.
9. فرض دولي لابوماز كرئيس وزراء على ياسر عرفات وضغوط عليه لتحويل الصلاحيات الي أبومازن انتهت باستقالت الأخير بعد مئة يوم لفشلة في تحويل ياسر عرفات الي مجرد رمز تاريخي.
10. صدور قرار محكمة العدل الدولية في شأن جدار الفصل العنصري في الضفة الغربية.
11. محاولة انقلاب فاشلة قام بها محمد دحلان واعوانة بهدف تحويل ياسر عرفات الي مجرد قائد رمز عشية صدور قرار محكمة العدل الدولية حاول في فترة التحضير لها استدراج حماس للمشاركة معة في العملية فرفضت الأخيرة.
12. اغتيال أحمد ياسين وعبد العزيز الرنتيسي وعدد من القادة الفلسطينيين الكبار بالطائرات الإسرائيلية.
13. قيام المخابرات الإسرائيلية باغتيال ياسر عرفات بالسم وسط شبهات بوجود متعاونين من طاقم السلطة مع الموساد.
14. تولي أبو مازن رئاسة السلطة بعد تدخل دولي اجبر جميع المنافسين الحقيقيين على الانسحاب من الانتخابات ومن ابرزهم مروان البرغوثي ويكفي القول ان جورج بوش قال «لو فاز أي شخص اخر غير أبو مازن بالانتخابات فسنعتبرها مثل الديمقراطية النازية حيث هتلر وصل بالانتخابات».
15. انسحاب إسرائيلي مهين ومذل من قطاع غزة من طرف واحد.
16. دخول حماس الانتخابات التشريعية وحصولها على الأغلبية فيما اعتبر بمثابة تسونامي سياسي.
17. وجهت حماس الدعوة لجميع الفصائل لمشاركتها الحكومة فقوبلت بالرفض من جميع الفصائل، أما لآن مبدؤها من الأساس عدم المشاركة مثل حركة الجهاد الإسلامي، ليقينهم ان الحكومة ستنهار مثل فصائل منظمة التحرير أو لأن فوز حماس أعطت طموحات سياسية لبعض القادة مثل التيار الذي يقوده محمد دحلان والمسيطر على جزء من قيادة فتح، حيث أنهي فوز حماس طموحه في أن يتولي رئاسة وزراء فلسطين، ومن ثم نقل الصلاحيات له ليتحول الي رئيس فلسطين الفعلي.
18. بدأ حصار حماس واشتركت فيه دول الجوار لفلسطين وإسرائيل وأمريكا على حكومة السيد إسماعيل هنية من خلا قطع المرتبات.
19. نشر الإضرابات.
20. سحب الصلاحيات من الحكومة إلى الرئاسة حتي أصبحت الحكومة على الحضيض.
21. انفلات أمني منظم ومحاوة اغتيال هنية بعد عودتة من الحج في معبر رفح.
22. اتفاق مكة الذي انها مرحليا الاقتتال الداخلي.
23. عودة الاقتتال ونذر حرب أهلية يخطط لها الإسرائيليون والأمريكان.
24. الانقلاب العسكري الذي قامت به حركة حماس ثم إقالة الحكومة ووضع حكومة تسيير أعمال... وسيطرة حماس الكاملة على قطاع غزة.
25. بدأ الحصار الثاني على غزة ليصل ذروته في الإغلاق التام لكافة إمدادات الوقود والغذاء إلى كل قطاع غزة.

ولا زالت المعارك الكبري مستمرة ولا زال الشعب الجبار يقدم المعجزات.